# Jeanne Bleton-Barraud
Jeanne Bleton-Barraud, née le 27 février 1924 à Ouveillan, Aude, et morte le 6 juin 2016 à Montpellier, Hérault, est une résistante française.
Agent de liaison dans le réseau Action R3, elle est déportée à Ravensbrück, puis à Neubrandenburg. Elle survit aux camps de concentration nazis. Dans la continuité de son engagement initial, elle témoigne pour transmettre les réalités du vécu des déportés, rendre hommage à ceux qui ne sont pas revenus et jouer un rôle pédagogique auprès des nouvelles générations.
Aujourd'hui, l'école maternelle de son village natal porte son nom : Jeanne Bleton.

## Biographie

### Les prémices de l’engagement
Jeanne Bleton est née en 1924 à Ouveillan dans l’Aude. Issue d’un milieu modeste, elle excelle à l’école. De ce fait, une carrière toute tracée s’impose, l’élève studieuse deviendra institutrice. À l’École primaire supérieure (EPS) de Béziers, Jeanne, surnommée « Nane », prépare le concours d'entrée à l’École normale d'institutrices (ENI). Elle y rencontre d’abord « Poune » (Paulette Bertholio), puis « Jotte » (Josette Peyre). En 1940, le gouvernement pétainiste décide de fermer les Écoles Normales, considérées comme « pépinières de rouges », et de les remplacer par un cursus seconde-terminale dans l'enseignement général suivi de 10 mois de stage en institut de formation professionnelle.  Toutes trois, ayant réussi au concours d'entrée, entament donc leur formation d'institutrices au lycée Clemenceau de Montpellier. Elles y rencontrent « No » (Noëlle Vincensini), alors lycéenne. Le quatuor fréquente les milieux antinazis et glisse des tracts militants dans des boîtes aux lettres.

### L’entrée dans la Résistance officielle
Repérées en avril 1944, les jeunes femmes contactées par un agent de la BCRA (Bureau central de renseignements et d’action) acceptent de rejoindre le réseau Action R3. Devenues agents de liaison, leur jeunesse et leur condition de femme leur permettent de passer inaperçues. Jeanne Bleton a notamment pour mission de transmettre des courriers, ainsi que des messages oraux. L’une de ces missions, menée avec Josette Peyre, consiste à donner des brassards de la Croix-Rouge à deux hommes sur le point d’être envoyés en Allemagne pour le STO (service du travail obligatoire). Munis de ces brassards, les deux résistants parviennent à échapper à la surveillance des SS.

### La déportation
À Montpellier, en juin 1944, à la suite d'une dénonciation, les jeunes femmes, ainsi que quatre de leurs amis sont arrêtés dans leur QG, une maison du quartier des Aubes. Les quatre femmes sont interrogées à la "Villa des Rosiers" puis incarcérées à la prison de la 32 ème. Noëlle, alors âgée de 16 ans, est torturée. Le quatuor, après avoir été transféré au fort de Romainville, lieu où Jeanne est brièvement séparée de ses amies, se retrouve au camp de transit de Neue Bremm. Ensemble, elles sont ensuite déportées à Ravensbrück où elles restent quelques semaines avant d’être transférées au camp de Neubrandenburg, camp annexe de Ravensbrück. 
Le camp de Neubrandenburg est décrit par Micheline Maurel comme "un camp très ordinaire", sans chambre à gaz mais où la misère est encore plus profonde qu'à Ravensbrück. Faute de nourriture et de soins, et soumises à des violences constantes, la condition physique des détenues y déclinait rapidement. 
Jeanne Bleton aura là-bas  21 ans, la majorité à cette époque. Au milieu de la brutalité, de la faim, du froid, et des travaux forcés à l’usine d’armement Mechanische Werkstatten Neubrandenburg (MWN), Jeanne, soutenue par une solide culture, parvient quelques fois à échapper en imagination à l’horreur qui l’environne. Au sein du camp, existe une véritable solidarité, les plus âgées veillant sur les plus jeunes. Jeanne est aussi soutenue par les liens très forts unissant le quatuor. Ce dernier se remémore des histoires, en invente d’autres, et leur imaginaire comme leur amitié les aident à tenir au sein d’un environnement où la barbarie fait rage.

### La Libération
Lorsque le 27 avril 1945, on les oblige à quitter le camp pour ce que les déportés appelèrent « les marches de la mort », le quatuor est à bout de forces. Par chance, un soldat italien croisé sur le chemin leur donne des morceaux de sucre. Noëlle Vincensini relate cet événement salvateur dans un récit autobiographique. Les morceaux de sucre offrent une énergie nouvelle à l’adolescente exténuée. Le quatuor, accompagné de sept autres femmes, en profite pour échapper à la marche forcée. Elles verront les premiers soldats de l’Armée rouge le 1er mai, alors qu’elles se trouvent aux environs de Groß Plasten. Les jeunes femmes mettent plus d’un mois pour parvenir à rentrer en France. Ce n’est qu’en juin 1945 que Jeanne Bleton regagne Ouveillan, son village natal. Concernant les quatre garçons avec lesquels elle a été arrêtée, seul Hervé Pontenay, dit Willy, survit aux camps. Parmi ceux du groupe qui ne sont pas revenus, se trouvait notamment Michel Selles, un résistant âgé de 19 ans.

### La  reconstruction ou quand l’Europe s’invite au cœur d’une famille
Dès son retour en France, Jeanne Bleton passe la seconde partie de son baccalauréat avec succès et termine sa formation d’institutrice, métier qu’elle exercera jusqu’à sa retraite. En 1947, elle épouse Élie Barraud dont elle a deux enfants : Mariette et Jean-Marie. Si Jeanne a soif de justice, elle n’entretient aucune haine concernant l’Allemagne et n’a qu’un désir : la reconstruction. Lorsqu’en 1967, sa fille Mariette rencontre son futur mari, Dieter Moselt, un jeune Allemand, elle et son mari l’accueillent à bras ouverts. Les deux premiers petits-enfants de Jeanne Bleton-Barraud seront de nationalité allemande.

### La reconstruction des  «quatre mousquetaires»
Fidèles à leur devise, « La vie est belle », Paulette Bertholio, Josette Peyre et Noëlle Vincensini, tout comme Jeanne, fonderont une famille peu après leur retour en France. Si les quatre femmes ont habité diverses régions et vécu de manière différente, le lien les unissant, bien que modifié par les circonstances, a perduré. En 1959, Jean-Pierre Chabrol, alors marié à Noëlle, dédie son roman Les Innocents de mars au quatuor dont il s’inspire pour camper Jeanne, l’héroïne de son récit. Il utilise dans la dédicace le surnom et le matricule de chacune et écrit « à Poune, matricule 47 124, Nane, matricule 47 269, Jotte, matricule 47 170, et No, matricule 47184 , les quatre « petites » de Neubrandenburg».

### La reconstruction à travers la poursuite de l’engagement
Militante à la FNDIRP (Fédération nationale des déportés et internés résistants et patriotes), Jeanne Bleton-Barraud demeure toute sa vie une femme engagée. L’ancienne enseignante corrigera des copies d’élèves dans le cadre d’un concours concernant une meilleure connaissance de la déportation et transmettra son histoire en témoignant au sein de lycées. Dans la continuité de son engagement initial, elle témoigne pour transmettre ce que fut le vécu des déportés, rendre hommage à ceux qui ne sont pas revenus et alerter sur le risque « de voir resurgir des temps aussi violents». Elle témoignera également auprès de la FMD (Fondation pour la mémoire de la déportation). 

## Distinctions et hommages
Chevalière de la Légion d'honneur (remise le 20 décembre 1999 par M. André Palliès, président de la FNDIRP-Hérault).
En 2022, la mairie d'Ouveillan baptise son école maternelle du nom de Jeanne Bleton.

## Publication
Les écrits de Jeanne Bleton-Barraud et de Josette Peyre-Dubois sur leurs activités de résistance, leur arrestation et leur déportation à Ravensbrück puis Neubrandenburg ont été publiés sous licence libre en 2022 sous le titre « Un certain voyage » (lire en ligne : uncertainvoyage.fr). Cet ouvrage inclut une retranscription de lettres que les « quatre petites de Montpellier »  se sont échangées pendant leur détention au camp de Neubrandenburg, ainsi que des écrits postérieurs.